# Asteia nigerrima
Asteia nigerrima är en tvåvingeart som beskrevs av Seguy 1938. Asteia nigerrima ingår i släktet Asteia och familjen smalvingeflugor.
Artens utbredningsområde är Kenya. Inga underarter finns listade i Catalogue of Life.